# Zacharias Hesse
Zacharias Hesse (* 1670 in Brandenburg, Herzogtum Preußen; †  21. Juli 1730 in Königsberg, Königreich Preußen) war ein Juraprofessor und Bürgermeister in Königsberg.

## Leben
Der Großvater Zacharias Hesse († 1646) war Bürgermeister in Preußisch Holland, der Vater Zacharias Hesse (1638–1717) war Landrentmeister und kurfürstlicher Rat, die Mutter war Sara Gretscher († 1690).
Zacharias Hesse studierte seit 1686 in Königsberg, dann in Frankfurt (Oder), Wittenberg, Jena und Halle, wo er 1694 zum Lizentiaten promoviert wurde. Anschließend begleitete er einen Herrn Grumbkow auf dessen Reise durch Deutschland und die Niederlande.
Seit 1698 war Zacharias Hesse Advocat am Hofgericht in Königsberg und außerordentlicher Professor an der Albertus-Universität. 1700 wurde er in Halle (in Abwesenheit) zum Doktor der Rechte promoviert. 1711 wurde er zum Tribunalrat und 1714 zum Konsistorialrat ernannt. In diesem Jahr wurde er auch Vizebürgermeister der Altstadt Königsberg.
1722 wurde  Hesse zum ordentlichen Professor an der Juristischen Fakultät berufen und 1723 zum dirigierenden Bürgermeister der Altstadt. Seit 1724 war er der erste dirigierende Bürgermeister der vereinigten Stadt Königsberg.
Zacharias Hesse war mit Anna Dorothea Thegen, einer Tochter des Königsberger Philosophieprofessors Georg Thegen seit 1700 verheiratet. Sie hatten mehrere Kinder.